# 蛇节
蛇节（？—1303年），元成宗时候贵州彝族水西土司阿里的妻子。
丈夫阿里死后她继任亦奚不薛总管府总管。大德四年（1300年）元朝出征八百媳妇，沿途勒索地方财物作为军需。强征四川云南百姓从军。第二年，云南土官宋隆济起兵反抗，进攻贵州。冬，蛇节反对供输烦劳号召各族人民起兵，乌撒路（贵州威宁）、乌蒙路（云南昭通）、东川路（云南会泽）、芒部路（云南镇雄）等地举兵响应。蛇节攻下贵州。元朝派湖广行省平章事刘国杰率军攻打蛇节。1302年，武定路、威远州、普安路也起兵反抗。元朝再派陕西行省平章政事也速带儿和汪惟勤率川陕军队与刘国杰会攻。大德七年蛇节失败，被俘遇害。